# Geri Nasarski
Geri Nasarski (ur. 1944, zm. 8 stycznia 2020) – niemiecka dziennikarka.

## Życiorys
Ukończyła historię wschodnioeuropejską i slawistykę na Uniwersytecie w Kolonii. Po uzyskaniu stopnia doktora w 1975 rozpoczęła karierę naukową na Uniwersytecie Saary, jednak już w roku 1977 zdecydowała się na zmianę zawodu, obejmując stanowisko redaktora w berlińskim studio drugiego kanału telewizji niemieckiej ZDF. Realizowała tam przede wszystkim materiały na temat NRD, Polski i Związku Radzieckiego. Od roku 1986 pracowała jako korespondentka zagraniczna w Warszawie.
W roku 1992 przeszła do nowo utworzonej stacji radiowo-telewizyjnej ORB w Poczdamie i objęła stanowisko redaktora naczelnego telewizji. Z jej inicjatywy powstał polsko-niemiecki magazyn telewizyjny Kowalski i Schmidt, wielokrotnie nagradzany i jedyny tego rodzaju program w telewizji niemieckiej. Po dymisji ze stanowiska redaktora naczelnego objęła funkcję pełnomocnika ORB ds. Europy Wschodniej i współpracy z kanałem ARTE. Po fuzji kanałów ORB i SFB w roku 2003 kierowała redakcją Europa Środkowo-Wschodnia w nowo powstałej stacji RBB. W roku 2008 przeszła na emeryturę.
Geri Nasarski napisała dwie książki na temat Polski. Zasiadała również w jury Polsko-Niemieckiej Nagrody Dziennikarskiej oraz w komitecie Nagrody Polsko-Niemieckiej.

## Odznaczenia
- Krzyż Kawalerski Orderu Zasługi Rzeczypospolitej Polskiej (2013)[2]